# 路南街道 (台州市)
路南街道，中国浙江省台州市路桥区下辖的一个街道。

## 行政区划
路南街道现辖：
方林社区、方林村、石曲村、上马村、李家村、方家村、应家村、竞争村、古岙村、洪洋村、张李村、杨戴村、肖王村、肖谢村、邵家村、永福村、南岸村、司城村、联合村、后阮村、坦田王村、胡田施村、茅林村、西夏村、上张村和长浦村。